# Dracophilus montis-draconis
Dracophilus montis-draconis là một loài thực vật có hoa trong họ Phiên hạnh. Loài này được (Dinter) Schwantes mô tả khoa học đầu tiên năm 1927.